# D'Estrées (croiseur)
Pour les articles homonymes, voir Estrées.
Le D'Estrées est un croiseur protégé colonial de 3e classe, navire de tête de la classe D'Estrées. Il a été en service dans la Marine nationale française de 1899 à 1922.

## Missions
1921 : Division navale d'Extrême-Orient

## Personnalités ayant servi à bord
- Paul Louis Antoine Fontaine (1899-1976), enseigne de vaisseau de 2ème classe le 1er janvier 1921 et de 1ère classe le 1er octobre 1921.
- Edmond Lacombe (1878-1926), commandant en 1921[2]